# Gerbstedt
Gerbstedt est une ville située dans la partie centrale de l'Allemagne.
Elle fait partie de l'Arrondissement de Mansfeld-Harz-du-Sud, dans le land de Saxe-Anhalt.

## Personnalités liées à la ville
- Valentin Haussmann (1560-1614), compositeur né et mort à Gerbstedt.
- Marie Ahlers (1898-1968), député du Reichstag née à Siersleben.
- Eugen Ray (1957-1986), athlète né à Gerbstedt.